# Martin Järveoja
Martin Järveoja (Tartu, 18 augustus 1987) is een Estse rallynavigator, actief naast Ott Tänak in het wereldkampioenschap rally.

## Carrière
Järveoja navigeerde in zijn eerste rally's in 2006 en 2007. Met Karl Kruuda maakte hij zijn opwachting in het wereldkampioenschap rally en was met hem actief in het Junior World Rally Championship, Super 2000 World Rally Championship en latere World Rally Championship-2. In 2017 nam hij plaats naast Ott Tänak, actief in een volledig seizoen voor het M-Sport World Rally Team met de Ford Fiesta WRC en wonnen ze hun eerste WK-rally tijdens rally van Sardinië. Sinds 2018 komen ze uit voor Toyota.